# Johann Georg Hermann Voigt
Johann Georg Hermann Voigt (* 14. Mai 1769 in Osterwieck; † 24. Februar 1811 in Leipzig) war ein deutscher Organist, Cellist, Bratschist und Komponist.

## Leben
Johann Georg Hermann Voigt war der Sohn des Stadtmusikus C. C. Voigt aus der Stadt Osterwieck im nördlichen Harzvorland. Im Alter von sieben Jahren ging er 1776 zu seinem Großvater mütterlicherseits, dem Stadtmusikus J. G. Rose nach Quedlinburg, der ihn bis zum Jahre 1780 privaten Klavier- und Violinunterricht gab. Der Tod von Vater und Großvater zwang Voigt, nach anderen Möglichkeiten der musikalischen Ausbildung zu suchen, wobei ihn auch sein Stiefvater unterstützte.
1785 fand Voigt eine Anstellung als Violinist am Großen Konzert, dem späteren Gewandhausorchester, in der Messestadt Leipzig. 1788 immatrikulierte er sich an der Universität Leipzig. Ab 1789 war er auch im Bereich der Kirchenmusik tätig.
1790 folgte er einem Angebot als Organist auf der Moritzburg in Zeitz, wo er als Künstler in der Enge der Kleinstadt nicht die gehoffte künstlerische Befriedigung fand und unter fehlender Anerkennung litt. Bereits nach relativ kurzer Zeit quittierte er den Dienst als Zeitzer Schlossorganist und kehrte nach Leipzig zurück.
1801 wurde er in den Orchester-Pensionsfonds in Leipzig aufgenommen. Er war Geiger, Bratscher und Cellist im Konzert und von 1801 bis 1803 Vorspieler der 1. Violinen, später Erster Cellist und Erster Bratscher. Im selben Jahr ging er als Substitut des Organisten Adolf Heinrich Müller zur Petrikirche nach Leipzig, 1802 wechselte er als Thomasorganist in der Thomaskirche in Leipzig.
1808/1809 war er als Erster Bratscher neben Justus Johann Friedrich Dotzauer, Bartolomeo Campagnoli und Heinrich August Matthäi einer der vier Mitbegründer des Gewandhausquartetts. Sein Sohn Carl Ludwig Voigt trat in die Fußstapfen des Vaters und erlernte ebenfalls das Violoncello-Spiel.

## Werk
Johann Georg Hermann Voigt komponierte u. a. zwölf Menuette für Orchester, sieben Quartette und drei Klaviersonaten. Zu seinen bekanntesten Werken zählt das Violakonzert opus 11.